# Donald Sangster
Donald Sangster (ur. 26 października 1911 w Saint Elizabeth, zm. 11 kwietnia 1967 w Montrealu) – jamajski polityk, adwokat, premier Jamajki w 1967.
W 1937 uzyskał uprawnienia adwokata, w czasie studiów uprawiał krykiet. W świat polityki wszedł mając zaledwie 21 lat, gdy został wybrany do rady w Saint Elizabeth. W 1944 jako kandydat niezależny kandydował do parlamentu, później przystąpił do Jamajskiej Partii Pracy, z ramienia której w 1949 zdobył mandat. Pełnił od 1950 funkcję ministra pracy i spraw społecznych, a od 1953 ministra finansów. W 1955 jego partia przegrała wybory, a on sam odnowił mandat dopiero w głosowaniu uzupełniającym. W 1962 został po raz kolejny szefem resortu finansów oraz wicepremierem. W lutym 1964 tymczasowo zastępował chorego premiera Alexandra Bustamante. W lutym 1967 został jego następcą. 21 marca doznał udaru. Po niecałych dwóch miesiącach zmarł wskutek krwotoku podpajęczynówkowego. Okazał się najkrócej urzędującym premierem Jamajki.
Jego twarz widnieje na banknocie studolarowym dolara jamajskiego. Na jego cześć nazwano Port lotniczy Montego Bay.